# 努瓦耶勒苏贝洛讷
努瓦耶勒苏贝洛讷（法語：Noyelles-sous-Bellonne，法語發音：[nwajɛl su bɛlɔn]，意为“贝洛讷下方的努瓦耶勒”）是法国上法兰西大区加来海峡省的一个市镇，属于阿拉斯区。

## 地理
努瓦耶勒苏贝洛讷（50°18'29"N, 3°1'38"E）面积4.21 平方千米，位于法国上法蘭西大區加来海峡省，该省份为法国北部沿海省份，西北濒北海，南至索姆省，东临北部省。
与努瓦耶勒苏贝洛讷接壤的市镇（或旧市镇、城区）包括：布勒比耶尔、贝洛讷、古伊苏贝洛讷、萨伊昂奥斯特雷旺、托尔特凯讷、阿图瓦地区维特里。

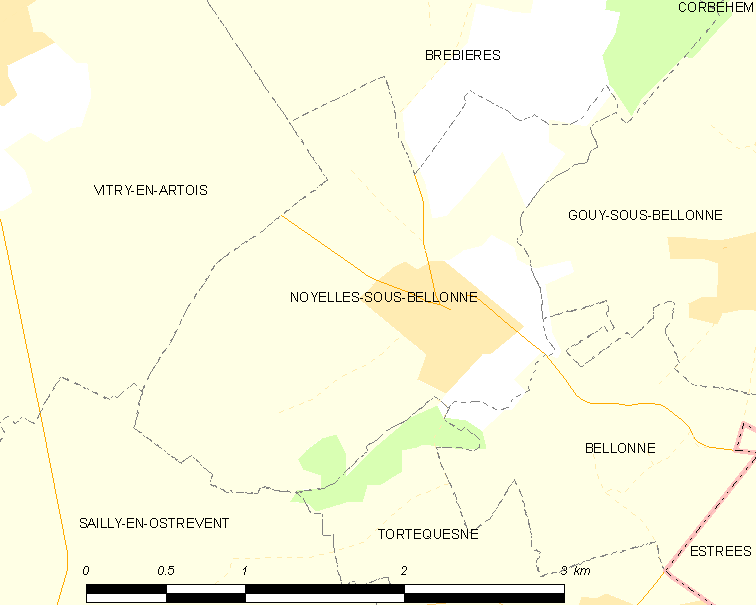
努瓦耶勒苏贝洛讷的OSM定位图

努瓦耶勒苏贝洛讷的时区为UTC+01:00、UTC+02:00（夏令时）。

## 行政
努瓦耶勒苏贝洛讷的邮政编码为62490，INSEE市镇编码为62627。

## 政治
努瓦耶勒苏贝洛讷所属的省级选区为布勒比耶尔县。

## 人口

1962-2008年间努瓦耶勒苏贝洛讷人口变化图示

努瓦耶勒苏贝洛讷于2022年1月1日时的人口数量为848人。